# 芸能人格付けチェック
- 人気者でいこう! > 芸能人格付けチェック
- Oh!どや顔サミット > 芸能人格付けチェック

『芸能人格付けチェック』（げいのうじんかくづけチェック）は、朝日放送テレビ（ABCテレビ）の制作により、ABCテレビ・テレビ朝日系列において、正月及び改編期（2022年のみ夏も）に放送されているチェック型クイズバラエティ番組。同局制作により、同系列で放送された『人気者でいこう!』内のコーナーから派生した特別番組。
本項目では、『人気者でいこう!』の番組内コーナーとしての放送時から特番化後まで一体的に記す。

## 概要
出演者が「高級物」と「安物」を見分ける問題に挑戦し、正解数に応じて番組内独自のランク付けを行う番組。
前述の通り開始当初は『人気者でいこう!』での1コーナーとして始まり、最終回まで不定期に放送。番組終了後、2005年に単発特番としてコーナーを番組化。その後、好評により元日での放送が定着する。2013年以降は「常識チェック」・「BASIC」・「MUSIC」などといった、「芸能人格付けチェック」からの派生番組が春・秋の改編期に(かつて同局で放送された『オールスター番組対抗ボウリング大会』などの流れを引き継ぐ)（2022年のみ夏にも）放送されている。

### 『人気者でいこう!』時代
1999年3月23日に放送開始。正式なコーナー名は「芸能人格付けチェック 〜お前たちは果たして何流芸能人なのか!?〜」（げいのうじんかくづけチェック 〜おまえたちははたしてなんりゅうげいのうじんなのか!?〜）で、初期は週替わり企画の1つだった。これが好評だったことにより、2000年9月まで同番組のメイン企画に昇格し、同番組がリニューアルされた同年10月から最終回の2001年9月25日までは不定期に行われた。最も2000年春頃から秋に掛けてコーナー自体が人気を呼び、更には内藤と堀部もブレイクをし、裏番組の「ガチンコ!」(TBS系)との互角な戦いを繰り広げた。
司会はレギュラーの浜田雅功・内藤剛志・堀部圭亮が「謎の3兄弟」として進行。1999年8月31日放送分から、3兄弟も「事前チェック」としてゲストが挑戦する問題に解答。解答方法はどちらかのフリップボードを挙げ、正解はスタッフから発表される。また事前チェックの様子は、ゲストの挑戦中VTRの間に挟み込まれる。ナレーターは松本大や諏訪部順一が担当。
進行席の後ろには一流芸能人を獲得した芸能人の写真が飾られており、最年長の丹波哲郎、最年少の上原多香子、スポーツ界からは松木安太郎、落合博満、一流芸能人殿堂入りとして山咲千里、吉田義男などがいる。一方、進行席の向かい側には「映す価値なし殿堂入り」として志村けん、加藤茶、古手川祐子、梅宮辰夫のシルエット（白い紙に顔と肩のラインを点線で描いただけの物）が飾られている。普通芸能人以下は一流芸能人の写真の下にピンクの横書きネームプレートでランク毎に区分けされていた。
1999年12月21日には特別編として『プロ野球対抗格付けチェック』を実施。福岡ダイエーホークス（浜名千広・篠原貴行・松中信彦）・中日ドラゴンズ（久慈照嘉・関川浩一・愛甲猛）・横浜ベイスターズ（石井琢朗・波留敏夫・斎藤隆）・ヤクルトスワローズ（石井一久・古田敦也・高津臣吾）・阪神タイガース（坪井智哉・藪恵壹・矢野輝弘）の球団別3人一組による団体戦で行われた他、通常とは異なるランク名で行われた。

### 特別番組時代
2005年に特別番組として復活し、以降正月恒例の単発特番となっている。第5弾（2008年）からハイビジョン制作となり、朝日放送での現在のロゴマークが自社制作送出で初披露となった。第8弾は朝日放送創立60周年記念番組として、第13弾は朝日放送創立65周年記念番組として放送された。ナレーターは木村匡也。
司会進行は主に浜田雅功（格付けマスター）とヒロド歩美（格付けアナ→アシスタント）が担当。基本的な部分は『人気者でいこう!』期と同じだが、2人以上が組むチーム制となっており、計5 - 8組が出演する。各チェックには一部を除いてチームの代表者が挑戦し、ランクが変化するとチームメイトも連帯責任として同様の扱いを受ける。
通常版第3弾以降は「ミニ格付け」として進行役も事前に全てのチェックを実際に行い、その結果は最後にまとめて発表される。ただし、第17弾では常連ゲストだった梅宮辰夫の追悼特集がエンディングに組まれたため放送されず、第21弾では後述の放送時間の縮小により再放送限定コンテンツとなった。BASIC第7弾以降では番組本編には含まれず、TVer限定での配信となっている。
通常版第16弾からは、視聴者もデータ放送やスマホアプリでチェックに参加可能。
収録は2023年3月21日放送の『BASIC』第6弾までは東京の東京メディアシティで行われていたが、同年10月3日放送の『秋』第4弾からは大阪の朝日放送テレビ（ABCテレビ）本社で収録されている。
通常版第21弾は当初、2024年1月1日に放送される予定だったが、当日16時10分頃に発生した能登半島地震関連の報道特別番組により放送を中止し、1月7日18:00 - 21:56に振替放送された。放送時間枠は、通常日曜20:56 - 21:00のローカル枠と『サンデーステーション』（テレビ朝日制作）を放送の都合上、元日より4分間削減（3時間56分）されるが、実勢の放送時間や番組の内容には大きな変更もなく、ネット局についても元日に予定されていた局と同数となった。なお振替版は、18:00 - 18:30に木村が「きむらきょうや」名義でナレーションを担当している『ちびまる子ちゃん』（フジテレビ系）と重なったものの、当番組のナレーターは変更しなかった。その一方で、同日の19:00 - 22:48で放送された『TBS系人気番組対抗 オールスタードッキリ祭 4時間SP』では、浜田が司会を務める『オオカミ少年』（第2期。TBS系）のドッキリが放送されたが、こちらは当初より番組構成を変更した上、当番組が終了後の22時台に放送された。
視聴率は好調を維持しており、第5弾以降は全て同時間帯1位となっている。特に第6弾では18.1%を記録し（ビデオリサーチ調べ、関東地区・世帯・リアルタイム）、2009年の正月三が日におけるテレビ朝日のゴールデン・プライム平均視聴率トップ獲得に貢献した（ビデオリサーチ調べ、関東地区・世帯・リアルタイム）。その後も好調をキープし続け、2021年には最高視聴率となる22.8%（ビデオリサーチ調べ、関東地区・世帯・リアルタイム）を記録しており、同時間帯トップの平均視聴率を獲得し続けている。また、現在では前番組の「羽鳥慎一モーニングショー・新春特大スペシャル」「おしょうバズTV」、後番組の「相棒・元日スペシャル」という本番組と並ぶ恒例特番の流れが定着し、テレビ朝日系列の元日の顔になっている。
2018年3月以降の春・秋改編期は常識チェックに代わり、春は身近な物を2択でチェックする『芸能人格付けチェック BASIC〜春の3時間スペシャル〜』（以下『BASIC』）、秋は出題を音楽に絞った『芸能人格付けチェック MUSIC～秋の3時間スペシャル～』（以下『MUSIC』）を経て、秋にちなんで芸術や食に関する問題が出題される『芸能人格付けチェック 秋の3時間スペシャル』（以下『秋』）といった派生版が行われている。『MUSIC』では視聴者もスマートフォンを利用して、チェックに参加できるようになっており、後身の『秋』や『BASIC』第3弾以降でもこのシステムが採用されている。

## ルール
- 「高級ワインの飲み比べ」や「高級食材の食べ比べ」、「最高級の楽器と入門用楽器」、「プロの作品と素人の作品」など「一流の芸能人であれば容易くわかるであろう問題」に参加者が挑戦する[4][5]。チェックの冒頭では、内藤（『人気者でいこう!』時代）や格付けアナ（特番時代）からチェック内容の説明や挑戦する人の発表が行われる。
- 問題は原則「A」と「B」の二者択一問題となっており、通常版第14弾以降は「C」も含めた3択の問題も出題されている。常識チェック版では「常識あり部屋」と「常識なし部屋」に分かれており、チェックの結果に応じた部屋に入る。
- 参加者は前室となるスタンバイルームで待機する（ここでもランクに沿った扱いを受け、おもてなしの品物がランクごとに異なる）。その後、1組ごとに見極めを行い解答する。また、音感などのチェックでは一度に2 - 3組が参加し、その後別セットで1組ずつ解答を出す。なお、同一チーム内の複数人が参加し解答が割れた場合は参加者内で話し合い、チームとしての最終的な解答を出す。
- 解答後は選んだ選択肢の部屋[注 10]に入って結果を待つ。室内にはお菓子とお茶が用意されており、他のゲストのチェック風景や、もう片方の選択肢の部屋をモニタリングできる。また、メインスタジオでもチェックの様子と待機部屋の様子を見ることができ、各部屋の参加者と話すこともできる。
- 出演者全員がチェックを終えると正解発表が行われ、浜田（『人気者でいこう!』版で浜田が挑戦者の場合は堀部・「パーフェクト版」では吉田義男[注 11]、特番で格付けマスター2人が挑んだ際には格付けアナ）が部屋に入ってくると正解、来なければ不正解となる。なお、コーナー開始当初は収録している会場の関係上から「A」と「B」の部屋が離れており、正解発表時には浜田とスタッフは音を立てないように正解の部屋に向かっていたが、スタジオ収録になってからは「A」と「B」の部屋が隣り合うように作られたため浜田も普通に部屋に来るようになり、特番時代では不正解の部屋のドアを一瞬開けて閉める、AとBのドアノブを同時に揺らす等フェイントをかけることもある。
- 正解者は格付けマスターと共に通常の入口から戻って来るが、不正解の場合は自力で戻らなければならない。『BASIC』第1弾以降は、不正解の場合は「ハズレ通用口」と呼ばれるゴミが溜まった小さな出入口から戻ってくる[注 12]。
- 最初は全員が暫定「一流芸能人」として扱われるが、1問間違えるごとにランクが1つ下がっていく[4]。それに従って待遇も大きく変わり、最終問題終了時点でのランクが参加者のランクとして確定する。最低ランクの「映す価値なし」が確定した瞬間にCG処理により煙に包まれて画面から姿が消滅し、以後は声のみでしか出演することができない。
  - なお、「映す価値なし」が導入されたのは『人気者でいこう!』内コーナー第5回以降で、それまでの初期は「そっくりさん」が最低ランクだった。ランクが確定したのは第7回であり、ランクが変更されると二流芸能人の上にランクされた解答者がランク変更後に普通芸能人にランクされるなど、ランクを置き換えている（#ランク・待遇参照）。また、SP(パーフェクト版を除く)以外では放送時間の関係で「そっくりさん」が省かれ、「三流芸能人」の下が「映す価値なし」となっていた。
- 特番時代に途中で「映す価値なし」が確定したチームはその時点で失格となり、以降のチェックには挑戦出来ずに早退もしくは画面に映らないスタジオの端に置かれた椅子に座らされて見学となる[注 13]。但し例外として、ミニ格付けでは途中で「映す価値なし」が確定しても最終チェックまで続行する。
- 『人気者でいこう!』時代は、浜田のアドリブによって「不正解の場合2ランク以上ダウン」や即「映す価値なし」になるケースがあった。
- 特番時代は第4弾以降、最終チェックは不正解の場合は原則2ランクダウンとなっている[注 14]。また、第15弾は正解すると必ず1ランクアップ、『BASIC』第1弾以降は最終チェック時点で「普通芸能人」に限り最終チェックで1ランクUPのチャンスが存在し[注 15]、正解したチームは1ランク上がり「一流芸能人」となる。また特殊な実例として、通常版第19弾ではチェック5終了時点で「二流芸能人」だった3チームが土下座をした上で浜田に祈願した結果、浜田の情けにより当該3チームを「普通芸能人」へランクアップさせて「一流芸能人」へ復帰のチャンスが与えられることとなった。
- 正解は放送上では視聴者にも考えてもらうため、おおむね半数のチームが部屋に入った後まで発表されない。不正解で「映す価値なし」となるチームが存在するなどの場合は、全チームが部屋に入った後まで発表されないこともある。但し『人気者でいこう!』期のワインと食感チェック、および第17弾以降の最終問題（『BASIC』第3弾を除く）は、冒頭で発表される。また特番時代では、一部の問題では途中で各チームの解答者でない人に対してメインセットで正解が明かされ、発表後は相方が不正解の控え室に入った時点で下位ランクのセットに入れ替えられる[注 16]。
- 全員解答の問題や複数人が選出される多人数のチームで答えが割れた場合、プロ野球対抗では多数決、特番時代では解答を出した後に話し合いの上でチームの答えを決める[注 17]。

絶対アカン
通常版第14弾以降のチェック3もしくはチェック4に存在するルール。通常のA・Bに加えCの3番目の選択肢が登場。「味覚チェック」を例にすると正解は高級食材、通常の不正解は養殖や代用品となるが、これに加えて不正解以上の全く別物で「これは間違えるはずがない」という名目の「絶対アカン」が用意され、これを選んだ場合は2ランクダウンとなる。第19弾ではチェック3とチェック4で3択問題が2問続けて出題された。
絶対ありえへん
通常版第17弾以降、主に最終チェックに導入されるルール。A・B・Cのうち1つが「絶対アカン以上に間違えるはずがない」という名目の「絶対ありえへん」となり、これを選ぶと暫定のランクを問わずに即「映す価値なし」となる。
GACKT専用控え室
通常版第13弾から導入。2016年当時チームで36連勝を記録していたGACKTが通常の部屋に入った時点で他の解答者が正解・不正解を確信してしまい、浜田が正解発表する際の緊迫感が薄くなってしまう事から、別途専用の控え室を用意。チェック時にはGACKTが解答を出す直前で映像が切られたり、解答の札を出さずに理由を聞くことで、格付けマスター・視聴者もGACKTがどちらの選択肢を選んだかが分からないようになる。通常の結果発表後「GACKT発表」として同様に格付けマスターが正解の部屋に入り結果を確認する。
なお、GACKTのチームメイトは原則通常の部屋を使用するが、味覚チェックなどチーム全員が参加するチェックではチームメイトもGACKTとともにこの専用部屋に入る。ただし、GACKTと同様に正解率が高いYOSHIKIは、GACKTとコンビを組んだ第15弾と第16弾では2人専用の「YOSHIKI・GACKT専用控え室」で常に待機していたほか、「チームYOSHIKI」として1人で出演した第19弾では「YOSHIKI専用控え室」を使用した。いずれの場合も、GACKTと同様のルールが適用されている。

### 新型コロナ対策
2020年の『秋』から2023年の『BASIC』までは、新型コロナウイルス感染症の拡大を受けて、以下の点が追加・変更された。これらを十分に踏まえた上で、出演者同士の濃厚接触（正解発表の際のハイタッチや、抱き合いなど）はそのまま行われた。
- 出演者全員に対して、収録前にPCR検査を実施。
- 部屋の入り口前に消毒液を設置し、手指の消毒を行ってから部屋に入る。
- 各部屋の中の入り口付近にはサーキュレーターが設置されており、各部屋のソファの席数を5席に減らし、アクリル板を設置の上で間隔を開けて設置。
- 密集を防ぐため、第3・4チェックで行われていたチーム全員での挑戦が廃止され、全てのチェックが代表者のみの挑戦に変更。
- チェック前に挑戦者たちが待機するスタンバイルーム、およびおもてなしは2021年まで見合わせていたが、2022年元日放送の通常版からは飛沫感染防止のためのパーティションを設置することで再開している。
- チャイナドレスを着用しているアシスタントの女性は、不織布マスクをしっかり密着させ（紐部分を結ぶなど）口、鼻を覆いの上からマウスシールドを二重に着用し飛沫対策を万全にしている。

## 主なチェック
- 『人気者でいこう!』時代は概ね4問（スペシャルでは5問・初回のみ6問）、特番時代は6問出題される。
- 特番時代では基本的にチームの片方が代表者として挑戦するが、一部のチェックはチーム全員で挑戦する。

### 通常版
- 以下のチェック順は特番時代のもの。

ワイン
必ずチェック1で行われる。高級ワインと一般的なテーブルワインを飲み比べる。
未成年（20歳未満）の解答者は飲むことが出来ないため、色と香りのみで判断して解答する。
上記の問題点からレギュラー時代には未成年者（20歳未満）に対してコーヒーや紅茶の飲み比べ問題も出題されたことがあり、クリスマスや正月などの時期によってはシャンパンや日本酒の飲み比べもあった。
音感
チェック2に加え、第13弾 - 第21弾ではチェック3 - 5のいずれかと合わせて2問出題される。問題は概ね2種類あり、高級楽器と安物（中古品もしくは初心者用）の楽器を使った演奏、もしくはプロの楽団とアマチュアの楽団による演奏を聴き比べる。特番時代で2問行う場合は、どちらか一方が三重奏・四重奏の問題で、もう一方はジャズバンド・吹奏楽・オーケストラ等の多人数での演奏の問題が行われる。
感性
主にチェック4かチェック5で行われる。作品やダンスなどを見比べ、どちらが本物やプロであるかを当てる。第17弾以降、2人組のペアで披露するものは「絶対アカン」を含む3択形式となっている。
味覚
チェック3（チェック4）と最終チェックの2問出題される。問題は概ね2種類あり、高級食材と安物の食材、もしくは食材は同じでプロの料理人と素人（主に堀部や格付けアナ）が作った料理を食べ比べる。前者の問題に関しては「天然物と養殖物」「国産品と輸入品」といったケースが多いが、回によっては「鶏肉と食用ガエル」「伊勢海老とザリガニ」「ツナとキャットフード」といった全く別物の食材が出題されることがある。
チェック3（チェック4）では、各チーム毎に食材が異なる問題に挑戦する。回によっては、格付けマスターの浜田・伊東も一緒に挑戦するケースがある。第14弾からは一部の回を除き「絶対アカン」を含む3択形式で行われる。
最終チェックでは各チームの代表者が同じ問題に挑戦するという従来と同様のルールで行われる。第17弾からは「絶対ありえへん」を含む3択問題となっている。
見た目ではなく食感だけで当てるため、男性は水色、女性はピンクのアイマスクを貼り付けたメガネを装着して視界を遮られる。
味覚チェックにて料理をパネラーの口に運ぶ係は、レギュラー期は堀部、特番時代はチャイナドレスを着た女性アシスタントが担当している。

### BASIC
通常版よりも難易度が低い問題と称し、身近な物や基本的なレベルの物を当てる。
第4弾までは他のバージョンとは異なり全チームが暫定「普通芸能人」から始まり、チェック1はランクアップ問題となっていた。このチェックで不正解の場合、第1弾はランクが下がらなかったが、第2弾以降は即座に「二流芸能人」にランクダウン（事実上2ランクダウン）となっていた。第5弾からは他の回と同様に「一流芸能人」からのスタートとなる。
赤ワイン（白ワイン）
第2弾から登場。赤ワインと白ワインを飲み比べ、どちらが赤ワイン（第6弾では白ワイン）かを当てる。ワインは色で判別出来ないように黒いグラスに注がれ、挑戦者は黒いサングラスを着用する。
音感
四重奏がテーマとなる場合は、不正解に弦が抜いてあるなどの欠陥のある楽器を使用する。
第5弾ではヒューマンビートボックスを題材にした問題も登場し、正解はSARUKANIの4人による演奏、不正解は誰か1人を遠藤章造に入れ替えての演奏、「絶対アカン」は4人中2人を遠藤と金ちゃんに入れ替えての演奏という形で行われた。
感性
通常回と同様に作品やダンスを見比べる問題が中心だが、人間と彫刻を見比べる「人間」、高級の魚を見極める「錦鯉」、本物の花と柔軟剤の匂いを嗅ぎ分ける「お花の香り」など、より幅広い分野から出題される。
味覚
牛肉と魚・馬肉、高級マグロとスーパーのマグロの食べ比べなどといった問題が出題される。チェック3で出題される場合は、通常版と同じく「絶対アカン」を含む3択問題となる。
第3弾以降、最終チェックは通常版第17弾から導入された「絶対ありえへん」を含む3択問題となる。第5弾ではカネテツデリカフーズの開発者が自信がないということからまだ商品化されていない「ほぼシリーズ」を使用したチェックを行い、1組でも騙せたら商品化されるという試みも実施され、第6弾からは浜田の手料理が使用されている。どちらも後に通常版などでも採用されている。

### MUSIC
全てのチェックが音楽に関する物になっている。
バイオリン
チェック1で行われる。高級バイオリンと安物（中古品もしくは初心者用）のバイオリンを聴き比べる。
ピアノ
高級ピアノとタケモトピアノが提供した中古のピアノや自動演奏の電子ピアノを聴き比べる。
声楽
プロの声楽歌手・グループとアマチュアの声楽歌手・グループによる歌を聴き比べる。課題曲はどちらも同じ。
有名楽器3択
「絶対アカン」を含む3択から出された楽器の中から、高級楽器を当てる。チームごとに異なる楽器が使用され、不正解は入門用の楽器、「絶対アカン」はジャンク品やプラスチック製の格安の楽器、もしくは水道管や竹輪に穴を開けて作った物やiPadの打ち込み音といった偽物が出される。
合奏
吹奏楽、オーケストラ、ジャズバンド、和楽器、和太鼓といった様々な合奏を聴き比べる。
プロのグループとアマチュアのグループによる演奏の聴き比べ、もしくは高級楽器と安物の楽器を使った演奏の聴き比べが出題される。
タップダンス
プロのタップダンサーのタップダンスとその弟子のタップダンスを聴き比べる。
三重奏
最終チェックで行われる。高級のバイオリンとチェロの三重奏と安物のバイオリンとチェロの三重奏を聴き比べる。バイオリンやピアノなどは、序盤のチェックで出題された楽器が再度使用される。

### 秋の3時間スペシャル
秋に因んで、グルメや芸術に関する問題が中心となっている。
松茸
第1弾 - 第3弾で登場。本物の松茸を使用したものと、松茸を一切使用していないものを比べる。
音感
必ずチェック2で行われる。通常版と同じく、高級楽器と安物の楽器や、プロとアマチュアの演奏を聴き比べる。
ジャズセッション
第1弾 - 第3弾で登場。複数の楽器を使ったジャズの演奏を聴き比べる。「絶対アカン」を含む3択となっており、不正解と「絶対アカン」には主にプラスチック製楽器が使用される。
バンド
第4弾から登場。正解は名門、不正解は学生のバンドとなっており、どちらも同じ人物の歌唱に合わせて演奏する形式で行われる。
感性
通常版と同様、作品やダンスなどを見比べる。第4弾以降のダンスは3択となり、特に第4弾では最終チェック以外で「絶対ありえへん」が導入された。
味覚
通常版の最終チェックと同様に3択となっており、正解の高級食材、不正解の安価な食材、「絶対ありえへん」を食べ比べる。第3弾までは不正解の選択肢にカネテツデリカフーズの「ほぼシリーズ」で作られた食品が含まれ、第4弾からは「絶対ありえへん」が浜田の手料理となっている。

## ランク・待遇
現行の特番では最高ランクの「一流芸能人」から最低ランクの「映す価値なし」まで6段階が用意されている。
| ランク       | 椅子                            | スリッパ                    | 看板                  | 挑戦者発表時                        | おもてなし     |
| ------------ | ------------------------------- | --------------------------- | --------------------- | ----------------------------------- | -------------- |
| 一流芸能人   | 高級椅子 （革張り・肘掛けつき） | 高級スリッパ （羊毛製）     | 高級素材 （金）       | 「様」付け                          | 高級           |
| 普通芸能人   | 普通椅子 （肘掛けなし）         | 普通スリッパ （綿製）       | 普通素材 （黒 / 銀）  | 「さん」付け                        | 普通           |
| 二流芸能人   | パイプ椅子                      | 便所スリッパ （ビニール製） | 二流の紙 （水色）     | 「くん」付け 「ちゃん」付け         | 安物           |
| 三流芸能人   | 箱馬                            | ボロボロスリッパ            | 三流の紙 （手書き）   | 呼び捨て                            | 粗末           |
| そっくりさん | ゴザ                            | 穴あき軍足                  | ダンボール （手書き） | 「○○みたいな人」 「○○っぽい人」など | ペット容器と水 |
| 映す価値なし | [ 注 39 ]                       | [ 注 40 ]                   | [ 注 41 ]             |                                     |                |

- 元々は「一流芸能人」で終えるには全問正解が必須だったが、2018年以降はランクアップルールが導入された事により、その限りではなくなった。
  - 第15弾以降や派生版では一部の回を除き、最終チェックで不正解になった「一流芸能人」が「二流芸能人」以下に、正解した「普通芸能人」が「一流芸能人」になるルールが両方適用されるため、「普通芸能人」で終わることができなくなった。
- 「映す価値なし」が確定すると、その時点で画面からCGによって姿が消され、以後画面には映らなくなる。また、その後のチェックが残っていても、当然映らないため参加することもできない[注 42]。
  - 『秋』第1弾以降では当該解答者の動きをハリウッドザコシショウが1人（合成）で代演する[注 43]。『秋』第3弾以降の派生版では、モザイク処理やCG処理などで顔のみ隠される[注 44]。
  - 通常版第14弾から『秋』第1弾までのミニ格付けでは、顔のみテロップで隠されていた。
  - ミニ格付けでは「映す価値なし」からさらに不正解になると再び消えたことにされ、ザコシショウに差し替えられる回では衣装が変わり、TVer限定コンテンツの回では「大映す価値なし」「超映す価値なし」とさらに格下のランクで表記される。

## 放送時間
- 通常版…正月三が日（第2弾を除く）に放送され、第5弾以降は元日で固定[注 45]。大予選会が廃止された第17弾以降は、放送時間が従来の3時間から4時間に拡大されている。
  - 第1弾・第3・4弾… 18:30 - 20:54
  - 第2弾… 20:00 - 21:54
  - 第5弾 - 第9弾… 18:00 - 20:54
  - 第10弾 - 第16弾… 18:00 - 21:00
  - 第17弾 - 第20弾・第22弾… 17:00 - 21:00
  - 第21弾… 18:00 - 21:56[3]
  - 第10弾以降は21弾を除き[注 45][2]、当番組が21:00まで放送しており、ステーションブレイクなしで次番組の「相棒・元日スペシャル」に接続している。
  - 第21弾は当番組が21:56まで放送しており[注 46]、ステーションブレイクなしで通常日曜20:56 − 21:00に放送している番組に接続した。
- 大予選会…第8弾に従来の通常版から分離されて単独番組として放送。第16弾まで元日の事前番組として放送された。
  - 第8弾 - 第14弾… 16:30 - 17:40
  - 第15弾… 16:00 - 17:30
  - 第16弾… 16:15 - 17:30
- 派生版・常識チェック版…2013年秋より開始。毎年春・夏・秋の番組改編期に放送される（主にABCテレビの制作枠がある火曜日に放送されることが多い）。
  - 放送時間… 19:00 - 21:48
  - 19:00 - 21:54に放送されていた時期もあった。
  - 2021年のBASIC第4弾のみ一部地域を除いて18:45 - 21:54だった[20]。

## 放送リスト
- 視聴率はビデオリサーチ調べ、関東地区・世帯・リアルタイム。

通常版
- サブタイトルは基本的に「（西暦4桁）お正月スペシャル」。例外として第1弾は「お正月特大スペシャル」、第2弾は「これぞ真の一流品スペシャル」、第3弾は「お正月スペシャル」、第4弾は「'07お正月スペシャル」。

| 弾 | 放送日        | 備考 | 視聴率                        |
| -- | ------------- | --- | ----------------------------- |
| 1  | 2005年1月3日  | | 10.2%                         |
| 2  | 2005年9月23日 | | 17.8%                         |
| 3  | 2006年1月3日  | この回から予選会、ミニ格付けが開始。 | 15.1%                         |
| 4  | 2007年1月2日  | | 11.3%                         |
| 5  | 2008年1月1日  | この回から放送日が元日に固定される。 | 15.7%                         |
| 6  | 2009年1月1日  | GACKTが初登場。 | 18.1%                         |
| 7  | 2010年1月1日  | | 16.6%                         |
| 8  | 2011年1月1日  | 朝日放送創立60周年記念番組。 この回から予選会が夕方放送の事前番組となる。 | 15.1%                         |
| 9  | 2012年1月1日  | | 15.9%                         |
| 10 | 2013年1月1日  | | 16.7%                         |
| 11 | 2014年1月1日  | | 16.6%                         |
| 12 | 2015年1月1日  | 2016年2月24日にDVD版が発売された。 | 17.0%                         |
| 13 | 2016年1月1日  | 朝日放送創立65周年記念番組。 「GACKT専用控え室」が初登場。 | 18.7%                         |
| 14 | 2017年1月1日  | 「絶対アカン」が初登場。 | 18.7%                         |
| 15 | 2018年1月1日  | | 19.6％                        |
| 16 | 2019年1月1日  | | 19.7%                         |
| 17 | 2020年1月1日  | 予選会が廃止され、オープニングと本編の2部構成となる。 「絶対ありえへん」が初登場。 エンディングで梅宮辰夫を偲ぶコーナーが設けられた。                                                                                 | 11.9%（第1部） 21.2%（第2部） |
| 18 | 2021年1月1日  | 朝日放送創立70周年記念番組。 | 13.4%（第1部） 22.8%（第2部） |
| 19 | 2022年1月1日  | | 11.6%（第1部） 20.1%（第2部） |
| 20 | 2023年1月1日  | | 11.1%（第1部） 19.6%（第2部） |
| 21 | 2024年1月7日  | 本来は2024年1月1日の17:00 - 21:00に放送予定だったが、 直前に発生した能登半島地震とそれに伴うANN報道特別番組により延期され、 当初予定より4分短縮の18:00 - 21:56に放送。 元日以外での放送は2007年以来17年ぶりとなった。 | 13.5%（第1部） 20.7%（第2部） |
| 22 | 2025年1月1日  | | 14.6%（第1部） 21.2%（第2部） |

BASIC
- 正式タイトルは「芸能人格付けチェックBASIC〜春の3時間スペシャル〜」。

| 弾 | 放送日        | 備考                                                                 | 視聴率 |
| -- | ------------- | -------------------------------------------------------------------- | ------ |
| 1  | 2018年3月27日 |                                                                      | 15.7%  |
| 2  | 2019年3月19日 |                                                                      | 12.4%  |
| 3  | 2020年3月31日 |                                                                      | 16.0%  |
| 4  | 2021年3月30日 |                                                                      | 16.1%  |
| 5  | 2022年3月22日 |                                                                      | 12.7%  |
| 6  | 2023年3月21日 |                                                                      | 11.2%  |
| 7  | 2024年3月26日 | この回からミニ格付けはTVer限定公開という形で放送終了後に配信を開始。 | 12.2%  |
| 8  | 2025年3月22日 |                                                                      | 13.5%  |

MUSIC
- 正式タイトルは「芸能人格付けチェックMUSIC〜秋の3時間スペシャル〜」。

| 弾 | 放送日        | 視聴率 |
| -- | ------------- | ------ |
| 1  | 2018年10月9日 | 12.6%  |
| 2  | 2019年10月8日 | 11.7%  |

秋の3時間スペシャル
- 「芸能人格付けチェック〜食と芸術の秋3時間スペシャル〜」（第1弾 - 第3弾）→「芸能人格付けチェック〜秋の3時間スペシャル〜」（第4弾 - ）。

| 弾 | 放送日        | 備考                                          | 視聴率 |
| -- | ------------- | --------------------------------------------- | ------ |
| 1  | 2020年9月29日 |                                               | 15.3%  |
| 2  | 2021年10月5日 |                                               | 15.0%  |
| 3  | 2022年10月4日 |                                               | 11.5%  |
| 4  | 2023年10月3日 | この回からABCテレビ大阪本社で収録および制作。 | 11.0%  |
| 5  | 2024年10月1日 |                                               | 11.4%  |

### 事前番組・再放送
通常版の第5弾以降の視聴率が元日の同時間帯でトップの高視聴率を維持していることを受けて、当該年度の通常版の放送に合わせる形で、前年の大予選会と本編を制作局の朝日放送をはじめとするテレビ朝日系の各局にて放送している。制作局の朝日放送では放送翌日の1月2日の7:30 - 8:40に前年の大予選会を、そのまま続けて8:40 - 11:45に前年の格付けチェック本編を合わせて再放送することが恒例となっていたが、2020年の放送では17:00からの初の4時間放送となり、大予選会が行われなかったため再放送も本編のみとなった。朝日放送を除くテレビ朝日など多くの系列局では、前年12月28日から31日（年や放送局によって放送日時が異なる）に事前番組の形で朝日放送から再編集版素材を受け取ったテレビ朝日からの送り出しにより再放送を行っている。また、朝日放送と同様に一部のネット局でも1月2日以降に前年の通常版再放送を行うところがあるが、ネット局の中には大予選会の再放送を行わずに、本編のみを再放送している局もある。また、ネット局によっては年度によりテレビ朝日からのネットとなる事前番組を放送するか、自社送り出しで1月2日以降の再放送をするかが異なる局もある。
2020年5月19日には特別編として、2019年3月19日に放送された『BASIC』の第2弾が再放送された。
2024年1月2日は朝日放送テレビも前年「2023年」の正月スペシャルの再放送が通常通りに放送されたが、一部のネット局では春・秋の改編で放送された内容に変更されている。

## 司会者

### 現在の司会者
- 浜田雅功（格付けマスター）
- ヒロド歩美（3代目格付けアナ→アシスタント、2015年 - 。『BASIC』版第6弾までABCテレビアナウンサー）

### 過去の司会者
『人気者でいこう!』時代
- 浜田雅功（次男：主催者）
- 内藤剛志（長男：執事）
- 堀部圭亮（三男：ボーイ）
浜田が通称「ご主人様」としてメイン司会を担当。内藤はサブ司会としてチェック内容の説明やチェック後の参加者へのコメント（正解者を褒め称え、不正解者を皮肉る）を述べ、チェック中は浜田とともにモニタリングする。堀部は参加者の誘導やおもてなしの品物の用意、食感チェックでの食べさせ役を行う他、感性チェックや食感チェックの不正解を担当することがある。
衣装は執事風→貴族風で、後期は3人で相談、ダーツ、黒ひげ危機一発、弓矢で決める週替わり（アニメ・特撮・映画キャラのコスプレ）で、ダーツ、黒ひげ危機一発、弓矢では、的が「浜田」「内藤」「堀部」「視聴者」「藤田プロデューサー」に分けられ、その中から1つが選ばれた。視聴者のリクエストが採用されると、コスプレ衣装で使われた小道具をプレゼントされた。

最初期・格付けチェックの旅・SP回・番組最終回
- 堀部圭亮（司会・覆面をつけた謎の男）
- 岩崎ひろみ（レギュラー時期のみアシスタント）
もとは週代わり企画の1つであり、浜田や内藤は解答者（内藤は最初期のみ）だった。また、出題はナレーターの松本大がいわゆる「天の声」の形で行っていた。

特番時代
- 伊東四朗（格付けマスター/通常版のみ出演、2005年 - 2020年）
- 赤江珠緒（初代格付けアナ→格付けマダム、2005年 - 2012年。第4弾までABCアナウンサー。「格付けマダム」の肩書きが付いたのは第5弾から）
- 斎藤真美（2代目格付けアナ/ABCテレビアナウンサー、2013年 - 2014年）

## 解答者・最終ランク
芸名は放送当時。メンバー全員が揃っている場合を除き「チーム名（メンバー）」のように記す。最終ランクに該当者がいない場合は「（該当者なし）」と記す。司会者のミニ格付けの最終ランクも含む。

### 通常版
| 弾 | 一流芸能人 | 普通芸能人                                                      | 二流芸能人 | 三流芸能人 | そっくりさん | 映す価値なし |
| -- | --- | --------------------------------------------------------------- | --- | --- | --- | --- |
| 1  | セレブ（叶姉妹）                                                                                              | （該当者なし）                                                  | 大物歌手（モト冬樹、小林幸子） | 大物俳優（高橋英樹、松方弘樹） スポーツ（野村克也、片山晋呉）                                                                           | アイドル（乙葉、安田美沙子） | W加藤（加藤晴彦、加藤茶） バラエティ（勝俣州和、金子貴俊） |
| 2  | 子持ち（YOU、遠藤章造）                                                                                       | （該当者なし）                                                  | （該当者なし） | 帝王（梅宮辰夫、和田アキ子） プリティ（井上和香、片瀬那奈）                                                                             | （該当者なし） | トレンディ（石田純一、東幹久） DA PUMP（ISSA、KEN、YUKINARI） |
| 3  | セレブ（叶姉妹）                                                                                              | 一世風靡（哀川翔、勝俣州和）                                    | （該当者なし） | 赤江珠緒 | アイドル（MEGUMI、山本梓） 浜田雅功、伊東四朗                                                                                       | お笑い（志村けん、次長課長） 俳優（石田純一、原沙知絵） |
| 4  | （該当者なし）                                                                                                | （該当者なし）                                                  | （該当者なし） | 大御所（松方弘樹、中尾彬） トレンディ（石田純一、東幹久） 伊東四朗、赤江珠緒                                                            | 師匠&弟子（アントニオ猪木、小川直也） 浜田雅功                                                                                      | 女優（片瀬那奈、黒川智花） バラエティ（マリエ、タカアンドトシ） |
| 5  | 格闘技（関根勤、吉田秀彦）                                                                                    | （該当者なし）                                                  | フレッシュ（川村ゆきえ、南明奈、千原兄弟） 伊東四朗、赤江珠緒 | 大御所（松方弘樹、和田アキ子） | のど飴（石田純一、杉本彩） 女優（YOU、黒谷友香） 浜田雅功                                                                           | 色黒（梅宮辰夫、東幹久） |
| 6  | マブダチ（GACKT、吉田秀彦）                                                                                   | 赤江珠緒                                                        | Mr.格付け（石田純一、梅宮辰夫） 浜田雅功 | Vシネの帝王（哀川翔、小沢仁志） フレッシュ（チュートリアル、南明奈、優木まおみ）                                                        | 伊東四朗 | アーティスト（郷ひろみ、DAIGO） 文化人（長嶋一茂、西川史子） |
| 7  | アーティスト（GACKT、つんく♂）                                                                                | 浜田雅功                                                        | 伊東四朗 | 大御所（梅宮辰夫、泉ピン子） エンゼルバンク（村上知子、長谷川京子） 赤江珠緒                                                            | 山あり谷あり（山本モナ、石田純一） 芸人（宮迫博之、志村けん）                                                                       | 今年が正念場（木下優樹菜、スザンヌ、ブラックマヨネーズ） |
| 8  | （該当者なし）                                                                                                | 赤江珠緒                                                        | テンペスト（仲間由紀恵、堤幸彦） 浜田雅功 | 悪党（高橋克典、内山理名） 釣り（松方弘樹、梅宮辰夫）                                                                                   | ゴルフ（池田勇太、馬場ゆかり） 石田家（石田純一、東尾理子） 伊東四朗                                                                | 美女と芸人（山田優、西山茉希、ケンドーコバヤシ、陣内智則） |
| 9  | マブダチ（GACKT、紀里谷和明） 赤江珠緒                                                                        | （該当者なし）                                                  | 浜田雅功 | ピン加世兄弟（泉ピン子、岸本加世子） 番長（梅宮辰夫、清原和博）                                                                         | 只野仁（高橋克典、永井大） AKBと芸人（ノースリーブス、サバンナ） 伊東四朗                                                           | 華の独身（YOU、飯島直子） |
| 10 | マブダチ（GACKT、魔裟斗）                                                                                     | （該当者なし）                                                  | ヤング役者（小池徹平、北乃きい） 斎藤真美 | ピン子とアッコ（泉ピン子、和田アキ子） 日焼け番長（梅宮辰夫、清原和博） EXILEと芸人（MATSU、KENCHI、博多華丸・大吉） 浜田雅功、伊東四朗 | （該当者なし） | 石田親子（石田純一、すみれ） |
| 11 | アーティスト（西川貴教、GACKT）                                                                               | （該当者なし）                                                  | 大御所（北島三郎、コロッケ） オスカー（剛力彩芽、吉本実憂） 浜田雅功                                                                                              | （該当者なし） | 高橋親子（高橋英樹、高橋真麻） 女優（岡江久美子、黒谷友香） アイドルと芸人（ローラ、指原莉乃、ケンドーコバヤシ、小籔千豊） 伊東四朗 | 斎藤真美 |
| 12 | ピン加世兄弟（泉ピン子、岸本加世子） 30連勝（GACKT、鬼龍院翔）                                                | （該当者なし）                                                  | 出入禁止の女（観月ありさ、財前直見） | 20年来の友人（岩城滉一、萬田久子） アイドルと芸人（峯岸みなみ、渡辺美優紀、FUJIWARA） 浜田雅功、伊東四朗、ヒロド歩美                    | DOCTORS（沢村一樹、高嶋政伸） | （該当者なし） |
| 13 | （該当者なし）                                                                                                | 39連勝止まり（GACKT、北山宏光、中山優馬）                       | 若女優（内山理名、桐谷美玲） | 古くからの友人（松方弘樹、梅宮辰夫） | 浜田雅功、ヒロド歩美 | 相棒（石坂浩二、川原和久） 熟女優（かたせ梨乃、賀来千香子） アイドルと芸人（佐野ひなこ、おのののか、柳ゆり菜、陣内智則、じゅんいちダビッドソン） 伊東四朗                                                          |
| 14 | （該当者なし）                                                                                                | GACKT（GACKT、堀江貴文）                                        | ホリプロ（和田アキ子、山瀬まみ） 乃木坂（白石麻衣、秋元真夏、高山一実、松村沙友理）                                                                               | ニッポンの前田（前田吟、前田健太） ヒロド歩美                                                                                           | 伊東四朗 | 大御所（三田佳子、高橋英樹） 仲良し（中山美穂、ウエンツ瑛士） 予選通過芸人（出川哲朗、ケンドーコバヤシ） 浜田雅功                                                                                                  |
| 15 | YOSHIKI&GACKT（YOSHIKI、GACKT） 仲良し（浅野ゆう子、高島礼子）                                                | 花盛り四人姉妹（藤原紀香、藤あや子） 中尾家（中尾彬、池波志乃） | 70年代（中山美穂、DAIGO） | ヒロド歩美 | 渋い俳優（平泉成、岩城滉一） 伊東四朗                                                                                               | 乃木坂と芸人（生駒里奈、白石麻衣、生田絵梨花、尼神インター） 浜田雅功 |
| 16 | 全問正解（YOSHIKI、GACKT） 仲良し（大地真央、郷ひろみ） 女優（稲森いずみ、観月ありさ） 芸人（志村けん、千鳥） | [ 注 53 ]                                                       | （該当者なし） | 浜田雅功 | 1951年生まれ（中村雅俊、三宅裕司） ハケン占い師アタル（杉咲花、間宮祥太朗） 伊東四朗                                                | トリビアの泉（八嶋智人、高橋克実） 欅坂46（長濱ねる、菅井友香、守屋茜、渡邉理佐） ヒロド歩美 |
| 17 | （該当者なし）                                                                                                | [ 注 53 ]                                                       | ケイジとケンジ（桐谷健太、比嘉愛未） 日本のカタセ（かたせ梨乃、片瀬那奈） 仲良しであーる（吉岡里帆、千葉雄大） 乃木坂46（白石麻衣、秋元真夏、堀未央奈、齋藤飛鳥） | 全問正解（GACKT、鬼龍院翔） | （該当者なし） | 名司会者（和田アキ子、古舘伊知郎） 芸人（志村けん、タカアンドトシ） |
| 18 | 大御所（前川清、梅沢富美男） 全問正解（GACKT、倖田來未）                                                      | [ 注 53 ]                                                       | （該当者なし） | 黒革の手帖（渡部篤郎、武井咲） | 書けないッ!?（生田斗真、菊池風磨）                                                                                                  | にじいろカルテ（高畑充希、北村匠海） 美男美女（香里奈、三浦翔平） アイドルと芸人（小坂菜緒、佐々木美玲、加藤史帆、アインシュタイン） 浜田雅功、ヒロド歩美                                                          |
| 19 | YOSHIKI 愛しい嘘（波瑠、溝端淳平）                                                                            | [ 注 53 ]                                                       | （該当者なし） | 日本のHIROMI（郷ひろみ、ヒロミ） | （該当者なし） | 女優（藤原紀香、観月ありさ） 北海道日本ハムファイターズGMとビッグボス（稲葉篤紀、新庄剛志） 柔道金メダリスト（阿部一二三、阿部詩） アイドルと芸人（佐々木久美、加藤史帆、金村美玖、見取り図） 浜田雅功、ヒロド歩美 |
| 20 | GACKT 星降る夜に（吉高由里子、北村匠海） 乃木坂46（梅澤美波、与田祐希、山下美月、久保史緒里）                 | [ 注 53 ]                                                       | （該当者なし） | 警視庁アウトサイダー（西島秀俊、濱田岳） 浜田雅功                                                                                       | EXILE（TAKAHIRO、SHOKICHI） | 和田恵美子（和田アキ子、上沼恵美子） 芸人（フットボールアワー、ニューヨーク） ヒロド歩美 |
| 21 | （該当者なし）                                                                                                | [ 注 53 ]                                                       | （該当者なし） | ある閉ざされた雪の山荘で（中条あやみ、間宮祥太朗）                                                                                      | ガラスの城（波瑠、髙嶋政伸） 乃木坂46（梅澤美波、与田祐希、賀喜遥香、井上和）                                                       | 前川清ファミリー（前川清、紘毅、前川侑那） おっさんずラブ（田中圭、林遣都） 芸人（ブラックマヨネーズ、タカアンドトシ） GACKT（GACKT、DAIGO） 浜田雅功、ヒロド歩美                                                  |
| 22 | （該当者なし）                                                                                                | （該当者なし）                                                  | 俳優（唐沢寿明、小澤征悦） Kis-My-Ft2（千賀健永、宮田俊哉、横尾渉、藤ヶ谷太輔、玉森裕太）                                                                         | 366日（赤楚衛二、上白石萌歌） 浜田雅功                                                                                                  | フォレスト（比嘉愛未、岩田剛典） NiziU（MAKO、MAYUKA、RIMA、NINA）                                                                  | GACKT軍団（GACKT、DAIGO、鬼龍院翔） ボスとフェンシング（新庄剛志、江村美咲、宮脇花綸） ヒロド歩美 |

### BASIC
| 弾 | 一流芸能人                     | 普通芸能人     | 二流芸能人 | 三流芸能人                                                               | そっくりさん                                                        | 映す価値なし |
| -- | ------------------------------ | -------------- | --- | ------------------------------------------------------------------------ | ------------------------------------------------------------------- | --- |
| 1  | 高橋親子（高橋英樹、高橋真麻） | [ 注 53 ]      | 大女優（松原智恵子、泉ピン子） 宝塚（一路真輝、真琴つばさ） 日本の陣内（陣内孝則、陣内智則） 歌舞伎（市川猿之助、尾上右近） | ヒロド歩美                                                               | お天気お姉さん（岡副麻希、小野彩香、森山るり、田中瞳）              | トリビアの泉（高橋克実、八嶋智人） 浜田雅功 |
| 2  | （該当者なし）                 | [ 注 53 ]      | やすらぎ（松原智恵子、笹野高史） 同級生（伍代夏子、IKKO）                                                                   | 国民栄誉賞（吉田沙保里、澤穂希） NEWS（加藤シゲアキ、増田貴久） ロバート | SKE48（松井珠理奈、菅原茉椰、須田亜香里、大場美奈） ヒロド歩美      | 同じ短大（高畑淳子、南果歩） 浜田雅功 |
| 3  | （該当者なし）                 | （該当者なし） | 野球の同級生（古田敦也、長嶋一茂）                                                                                          | （該当者なし）                                                           | 女優の同級生（松田美由紀、賀来千香子） 浜田雅功                     | 新旧朝の顔（徳光和夫、立川志らく） ジャニーズWEST（濵田崇裕、藤井流星、中間淳太、神山智洋） 俳優（石黒賢、大谷亮平） 前回消えた宝塚（柚希礼音、陽月華） トリニクって何の肉!?（大石絵理、ダレノガレ明美、ゆきぽよ、霜降り明星） ヒロド歩美 |
| 4  | アーティスト（西川貴教、ISSA） | （該当者なし） | 大女優（室井滋、浅野ゆう子）                                                                                                | 中女優（松本まりか、瀧本美織）                                           | （該当者なし）                                                      | あのときキスしておけば（松坂桃李、麻生久美子） 日本のディフェンス（中澤佑二、内田篤人） 東大（伊沢拓司、木瀬哲弥、上田彩瑛） 家事ヤロウ&トリニク（カズレーザー、中丸雄一、バカリズム、生見愛瑠、陣内智則、柏木由紀） 浜田雅功、ヒロド歩美 |
| 5  | （該当者なし）                 | （該当者なし） | SixTONES（ジェシー、髙地優吾） 妖怪シェアハウス（小芝風花、松本まりか）                                                     | 鹿児島（哀川翔、恵俊彰） ヒロド歩美                                      | 長嶋と小泉（長嶋一茂、小泉孝太郎） サッカー（大久保嘉人、中澤佑二） | 2月生まれのA型（佐藤隆太、香里奈） アイドルと芸人（山下美月、齋藤飛鳥、与田祐希、おいでやすこが） 浜田雅功 |
| 6  | （該当者なし）                 | [ 注 53 ]      | キッチン革命（葵わかな、林遣都） 芸人と元アイドル（井森美幸、国生さゆり、チョコレートプラネット）                           | （該当者なし）                                                           | NEWS（加藤シゲアキ、増田貴久、小山慶一郎）                          | ケイジとケンジ、時々ハンジ。（桐谷健太、磯村勇斗） 日曜の夜ぐらいは…（清野菜名、岸井ゆきの、生見愛瑠） 今年還暦（市川右團次、立川志らく） 野球とサッカー（糸井嘉男、槙野智章） 浜田雅功、ヒロド歩美                                       |
| 7  | 俳優（高橋克典、中山美穂）     | [ 注 53 ]      | （該当者なし） | また来ました（前川清、高嶋政伸）                                         | LDH（EXILE TAKAHIRO、数原龍友） 大相撲（正代、一山本） ヒロド歩美   | 芸人とバラドル（渋谷凪咲、ゆうちゃみ、オズワルド） 夫婦（魔裟斗、矢沢心、杉浦太陽、辻希美） なにわ男子（西畑大吾、高橋恭平、長尾謙杜） 浜田雅功                                                                                           |
| 8  | 大演歌（前川清、細川たかし）   | [ 注 53 ]      | （該当者なし） | 旅サラダ（松下奈緒、藤木直人） ヒロド歩美                                | アスリート（内田篤人、石川佳純）                                    | 春の新ドラマ（佐々木希、神尾楓珠、桐谷健太） 今、ひっぱりだこ（森香澄、村重杏奈、ゆうちゃみ、あの） TOBE（三宅健、北山宏光） 芸人（吉村崇（平成ノブシコブシ）、長谷川忍（シソンヌ）、紅しょうが） 浜田雅功                                |

### MUSIC
| 弾 | 一流芸能人                                            | 普通芸能人 | 二流芸能人                       | 三流芸能人 | そっくりさん                                                                                             | 映す価値なし                                                                                      |
| -- | ----------------------------------------------------- | ---------- | -------------------------------- | --- | --- | ------------------------------------------------------------------------------------------------- |
| 1  | ミュージシャンかぶれ芸人（くっきー、後藤輝基）        | [ 注 53 ]  | Toshlボンバー（Toshl、鬼龍院翔） | ロック（陣内孝則、大友康平）                                                                                   | レコード大賞（ジュディ・オング、松崎しげる） 宝塚（紫吹淳、安蘭けい） 若歌舞伎（中村橋之助、中村福之助） | リーガルV（米倉涼子、勝村政信） 演歌（鳥羽一郎、長山洋子） 浜田雅功、ヒロド歩美                   |
| 2  | ホリプロ（和田アキ子、榊原郁恵） 浜田雅功、ヒロド歩美 | [ 注 53 ]  | （該当者なし）                   | 演歌（伍代夏子、香西かおり） 家族ぐるみ（青山テルマ、與真司郎） 旬の芸人（チョコレートプラネット、霜降り明星） | トリビア（八嶋智人、高橋克実）                                                                           | 浜田と同級生（市川右團次、立川志らく） Sexy Zone（中島健人、マリウス葉） 宝塚（柚希礼音、陽月華） |

### 秋の3時間スペシャル
| 弾 | 一流芸能人                                             | 普通芸能人     | 二流芸能人                           | 三流芸能人                                                             | そっくりさん                                                                                   | 映す価値なし |
| -- | ------------------------------------------------------ | -------------- | ------------------------------------ | ---------------------------------------------------------------------- | ---------------------------------------------------------------------------------------------- | --- |
| 1  | ヒロド歩美                                             | （該当者なし） | （該当者なし）                       | 旬の芸人（かまいたち、3時のヒロイン）                                  | スポーツ（貴乃花光司、松田丈志）                                                               | 織部金次郎（武田鉄矢、財前直見） 24 JAPAN（唐沢寿明、仲間由紀恵） 恋、燃ゆる。（中村橋之助 、檀れい） No.9（長谷川初範、剛力彩芽） トリニクって何の肉!?（島太星・横川尚隆、みちょぱ、生見愛瑠） 浜田雅功                                       |
| 2  | 女芸人とアイドル（山﨑天、渡邉理佐、田村保乃、ぼる塾） | [ 注 53 ]      | （該当者なし）                       | 大御所（石坂浩二、加賀まりこ） 言霊荘（永山絢斗、西野七瀬） ヒロド歩美 | ヴィジュアル系（DAIGO、鬼龍院翔） 浜田雅功                                                     | ケイダッシュ（堺正章、高橋克典） ドクターX（米倉涼子、勝村政信） 世界体操&消えた初恋（知念侑李、目黒蓮、道枝駿佑） |
| 3  | （該当者なし）                                         | （該当者なし） | （該当者なし）                       | 愛犬家（坂上忍、石井亮次）                                             | 歌舞伎（坂東彌十郎、市川右團次）                                                               | 七人の秘書 THE MOVIE（木村文乃、室井滋） KAT-TUN（上田竜也、中丸雄一） 丑年の役者（戸次重幸、桜井日奈子） バラドル（丸山桂里奈、ゆうちゃみ、渋谷凪咲、山之内すず） 芸人（ケンドーコバヤシ、もう中学生、平成ノブシコブシ） 浜田雅功、ヒロド歩美 |
| 4  | （該当者なし）                                         | （該当者なし） | 前回一流芸能人（前川清、梅沢富美男） | （該当者なし）                                                         | 旅サラダ（松下奈緒、中丸雄一） 日曜22時今のドラマと次のドラマ（溝端淳平、堀田真由） ヒロド歩美 | BAD LANDS（生瀬勝久、山田涼介） 日本のたかし（笹野高史、内藤剛志） 日向坂46（佐々木久美、加藤史帆、河田陽菜、金村美玖） 兄弟漫才師（中川家、ミキ） 浜田雅功                                                                                    |
| 5  | （該当者なし）                                         | （該当者なし） | （該当者なし）                       | 櫻坂46（守屋麗奈、松田里奈、山﨑天、大園玲）                           | 芸人（3時のヒロイン、EXIT）                                                                    | 無能の鷹（菜々緒、井浦新） Hey! Say! JUMP（中島裕翔、知念侑李、伊野尾慧） 大御所俳優（中村雅俊、萬田久子） 仲良し（城田優、中尾明慶） 柔道 金メダル（角田夏実、出口クリスタ） 浜田雅功、ヒロド歩美                                             |

## 格付け大予選会
通常版第3弾から第16弾まで本戦出場をかけたお笑い芸人対抗での予選会（正式タイトルは「隠れた一流芸能人を探せ!」）が開催されていた。
本編と同じく、出場者は2人（3人）1組のチームで出場する。
問題は当初、「新鮮な牛乳と賞味期限切れの牛乳の飲み比べ」や「芸人の家賃とペットの値段の比較」といった味覚や金銭感覚を問う問題だったが、後に特定の人物（一般人、若手芸人、テレビスタッフ、グラビアアイドルなど。さらに、浜田や伊東1人への質問を問題にすることもある（決勝戦で「伊東が（勝ち残った2組のうち）スタジオに呼びたいのはどちら？」という問題として出されることが多い）。これは番組内では「1人アンケート」と呼ばれ、正解は本人の口から発表される）に行った参加者に関するアンケート結果の1位を予想する問題となっている（不正解選択肢は2位もしくは最下位のもの。また、選択肢発表の前に参考として5位〜3位が発表される）。第2回以前と第14回は全チームが全ての問題に挑戦し、既定の問題数をクリアした1組が勝ち上がる方式、第3回から第13回は既定の問題数をクリアした一部のチームが勝ち上がっていく方式となり（それ以外のチームは脱落）、最終問題（決勝）は2組で行われる。
優勝したチームは、スタジオでの本戦に出場することができる。本戦では主に芸人以外の若手女性タレントのチームに加入する形であるが、第14弾では単独チームで出場した。
問題に間違えた場合は、『ビートたけしのお笑いウルトラクイズ』並の過激な罰ゲームを食らわされる事になる。罰ゲームの名称は決まって「格付け○○」となっており、回答前に浜田が罰ゲーム名を発表し回答を促す際に、出場者は罰ゲームのセットが突如出現したかのようなリアクションをするのが恒例。正解発表として仕掛けが作動するスイッチは浜田が罰ゲーム名を叫びながら押している（第12回以前は伊東が担当し、自身の持ちネタである「ニン!」と発言する事もあった）。
第14回は内容が大幅にリニューアルされ、開催場所が野外から本戦と別の特設スタジオに変更。問題はこれまでのアンケートなどに代わって芸人とアスリートによる格闘技の試合が生で行われ、試合の勝者を予想する。罰ゲームの過酷さもこれまでに比べて大幅に下げられ、最終問題では罰ゲームが無かった。また、試合中に「格付け応援劇場」と題して、出場芸人が応援を兼ねて持ちネタを披露する。
第14回をもって予選会は廃止となった。
予選会の放送は本編時に包括される形となっていたが、第6回からは元日夕方放送の事前番組となっていた（以降テレビ朝日と共同制作の正月恒例番組である「志村&所の戦うお正月」は、開始時間を繰り上げ）。第10回までは本編の冒頭で決勝戦の結果が発表されて優勝した芸人が遅れてスタジオに登場していたが、第11回からは予選会の放送時間内で発表され、第13回以降は優勝した芸人も最初から本編に参加するようになった。
司会は浜田と格付けアナが担当（第12回までは伊東も参加）。第5回は高野純一（朝日放送アナウンサー）と磯部さちよが担当。

## 芸能人常識チェック

### 概要（常識チェック）
2012年12月14日放送の『Oh!どや顔サミットスペシャル』にて、派生企画『芸能人品格チェック』が放送された。同企画はその後、2013年10月4日に格付けチェックのシステムに合わせた形で特番が放送され、後に『芸能人常識チェック』に改題された。以降も春・秋の改編期特番として2017年10月まで定期的に放送され、2022年7月にも4年9か月ぶりに放送された。
2021年4月20日より、火曜21:00に浜田が司会を務めている『トリニクって何の肉!?』が『芸能界常識チェック!』として内容がリニューアルされる形で、レギュラー化された。

### 主なチェック（常識チェック）
- 行われるのはマナー・礼儀作法や冠婚葬祭、多様なシチュエーションでの対応、一般的な金銭感覚、基礎的な英会話などを行う。
- 第2弾以前と第9弾はそれぞれ「品格チェック」「対応力チェック」という名称で、下記の「常識」の部分は全て「品格」「対応力」と称されていた。
- 第1弾は通常版と同様に、2人1組によるチーム戦で実施。1問ごとに代表者1名が選出され、審査の合計得点による合格・不合格でランクが変動する。
- 第2弾以降は挑戦者全員が1チームとなって行う団体戦で実施。チェック項目によって全員もしくは選出された代表者数人が挑戦する。なお、出演者のスケジュール等の都合により、途中でメンバーの入れ替えが行われるケースもあった。
- チェックは点数制・チェックポイント制・一発勝負の3種類があり、点数制は20点満点中15点以上であれば合格で「常識あり」。14点以下であれば不合格で「常識なし」となる。チェックポイント制は、事前に決められたポイントのうち規定数をクリア出来ていれば合格で「常識あり」、出来なければ不合格で「常識なし」となる。規定数に達しなかった場合でもチェックポイント外での評価点がある場合は、その分を加味して合格判定の「常識あり」になる場合がある。逆に規定数に達していても重大な問題行為などがあった場合は、不合格で「常識なし」となる。チェック中に規定点に満たない事が確定したり、重大な違反を行った挑戦者はその時点で「常識なし」となり、途中でもチェックが強制的に打ち切られるケースもあった。
- 第2弾以降の団体戦は「常識クリアライン」と呼ばれる、浜田が定めたノルマ人数以上が「常識あり」と判定されればクリアとなりランクキープ。できなければ失敗でチームのランクが1段階ダウン。「常識あり」と判定された人も連帯責任としてダウンとなる。
- 第5弾では格付けチェック史上初となる「ランクアップチャンス」が設けられ、クリアすれば1段階ランクを回復することができるチェックが設けられた。このチェックでは、失敗してもランクは下がらない。
- 「常識あり」と認められた合格者は豪華な「常識あり部屋」で、「常識なし」の烙印を押された不合格者は廃屋を模した「常識なし部屋」で待機させられる。「常識なし部屋」はチェックが進むと動物（犬・馬・鹿・オウムなど）が登場、椅子が子供用の自動車を模した物や便座に変わったり、便座の周りにトイレットペーパーが巻きついていったりする。第4弾以前は一部のチェックを除き、チェック終了ごとに浜田が「常識あり部屋」に合格者を出迎えに行っていた。
- 挑戦者が残っている段階でノルマ失敗となった場合は、救済措置としてノルマを下げたり、残った挑戦者が全員合格すればクリアとなる。但し、それでもクリア出来なかった場合はペナルティとして2ランクダウンとなるケースもあった。
- 第4弾以前は挑戦者とは別にパネリストが数人出演し、挑戦者を評価したりツッコミを入れていたが、第5弾以降は廃止された。

マナー・礼儀作法
箸使いを含む和食や洋食を食べる際のマナーや、祝儀袋の字の美しさなどを判定する。第8弾に登場したサンマの塩焼きでは逆向きに配膳されており、直さずに食べると即「常識なし」となる。
お宅訪問
「芸能界の先輩の家に招かれる」「先輩との仕事で重大なミスを犯してしまい、その謝罪訪問」「夫婦でのお宅訪問」といったシチュエーションの元、パネリストの芸人が扮する大御所芸能人を相手に正しい訪問を行う。
冠婚葬祭
「結婚式での乾杯の音頭」「葬式での香典・お焼香」「お墓参り」「神社の参拝」といった冠婚葬祭でのマナーが正しくできるかを見る。第8弾は「結婚式での乾杯の音頭」と「葬式での香典・お焼香」が続けて行われ、両方合わせた規定点で判定した。
金銭感覚
「スーパーのレジ打ち」という設定の元、用意した5つの食品・日用品の値段を当てる。正解金額は大手スーパー5社の平均価格となり、その前後10%が正解。5品中3品正解で「常識あり」となる。
英会話
「アメリカ本土への入国審査」「日本で外国人観光客に話しかけられた際の応対」という設定の元、日本語が一切話せない相手役外国人のネイティブ英語を聞き取って応対する。チェックポイントは設定されておらず、受け答えが十分であると認められれば合格。完璧でなかったとしても、会話を聞き取る努力や相手に英語で伝えようとする意思が見られれば合格だが、重要な単語を理解できていなかったり、「英語ができない」と英語での応対を拒否し逃げた場合も不合格となる。
「外国人観光客」「海外テレビクルーのインタビュー」といったシチュエーションでは、2021年夏季オリンピックに向けて、「海外に対し恥をさらさないように」ということで、万が一「常識なし」となった場合、「オリンピック期間中外出禁止」という厳しいペナルティが課される（但し、実際に禁止される訳ではない）。
中途採用面接
挑戦者は「芸能界を引退した上で、タクシー会社への中途採用面接を受ける」という設定の元、正しい面接を行う。
謝罪会見
選ばれた人が、それぞれ事前に番組が設定した架空の不祥事を起こしてしまったという設定で、その謝罪会見を行う。司会役は朝日放送アナウンサーが担当。会見場に入ってからの謝罪や受け答え、レポーター役から投げられる質問に回答した内容などから、世間から十分に反省したと受け取られる「常識あり」か、世間のさらなる反感を買ってしまう「常識なし」かを判定する。
初回（第3弾）では他のチェック同様チェックポイント制だったが、2回目（第5弾）以降は別室に待機している『情報ライブ ミヤネ屋』好きの一般人の主婦30人が謝罪会見の様子を見て、「このような会見であれば許す」かどうかを判定。30人中20人以上から許すという判定を得られれば「常識あり」となる。
第5弾では『ひるおび!』のMCを務める恵俊彰が挑戦者として出演していたため、メインスタジオで浜田と共に進行を担当した。
着付け
浴衣、六尺褌といった日本古来の服を正しく着付けるかどうかを見る。
料理
一般的に作られる料理を、事前に収録したVTRで判定する。
伝統文化
茶道、風呂敷、小鼓、尺八といった日本古来の作法を正しく出来るかを見る。茶道のチェックでは、3人1チームの団体戦で行われる場合もある。和楽器は一発勝負となっており、一発で音を出せなければ「常識なし」となる。
体育
号令、ラジオ体操第一、フラフープといった義務教育でよくやる運動を判定する。号令は全員が完璧に出来たら「常識あり」。ラジオ体操第一は代表者全員同時に挑戦し、1回でも間違えたり付いて来れなくなったらその場で脱落（「常識なし」）となり、黒子に扮したスタッフにその場で座らされる。代表者の後ろには全国ラジオ体操連盟指導委員が正しいラジオ体操第一をしてもらい、間違っているかどうかすぐ分かるようになっている。最後まで正しく出来たら「常識あり」となる。フラフープは30秒回せれば「常識あり」となる。
リコーダー
リコーダーで8つの音階を1人1音ずつ吹き、全員が正しい音を出せれば「常識あり」となる。音階はメンバーが全員くじを引いて決める（担当がないハズレくじも含まれている）。
十二支
事前に十二支の漢字一文字のカードを引き、その漢字が表す生き物のぬいぐるみを正しく選べるかを見る。選択肢のぬいぐるみの中には、ダミーとして干支とは関係ない動物も含まれている。
日本の発明
襷掛け、灯油ポンプ、コンビニのおにぎりと手巻き寿司の開け方、『スーパーマリオブラザーズ』といった日本発祥の発明品を正しく使いこなせるかを見る。灯油ポンプは灯油に見立てた液体を容器の線の所で止める事が出来れば「常識あり」、『スーパーマリオブラザーズ』は一発勝負で、WORLD1 - 3までミス無くクリアすれば「常識あり」となる。
子供遊び
独楽回し、折り紙、あやとりといった伝統的な子供遊びが出来るかを見る。折り紙は折り鶴、あやとりは二人あやとりが出来るかを見る。独楽回しは2回失敗、二人あやとりは10回リレー中、形が崩れるか3回同じ形が出たら「常識なし」となる。
60秒もあって出来ない訳ないでしょ!
ゆで玉子を綺麗に剥く、コンビニのおにぎりや海苔巻きを開けるなど、一般人なら15秒もあれば出来ることに60秒で挑戦する。
テーマ毎に2〜4名を選抜し、指示された人数が正しい方法でクリアできれば成功となる。5組中3組が成功で「対応力あり」となる。
コンビニのセルフレジでお買い物
「芸能界常識チェック! トリニクって何の肉!?」でも行われたチェック。
1人ずつ、コンビニに指示された2種類の商品とレジ袋を購入しに行く。
制限時間5分以内に正しく購入できたら「対応力あり」となる。時間切れや購入する商品を間違えたり、レジ袋の精算を忘れたりすると失敗扱いとなる。

### 放送リスト（常識チェック）
- 視聴率はビデオリサーチ調べ、関東地区・世帯・リアルタイム。

| 弾 | 放送日         | サブタイトル                                           | 備考                                                                                        | 視聴率 |
| -- | -------------- | ------------------------------------------------------ | ------------------------------------------------------------------------------------------- | ------ |
| 1  | 2013年10月4日  | 主婦芸能人に品格はあるのか!?スペシャル                 |                                                                                             | 11.4％ |
| 2  | 2014年11月11日 | 大御所芸能人に品格はあるのか!?スペシャル               |                                                                                             | 14.8%  |
| 3  | 2015年3月31日  | 大物芸能人に常識はあるのか!?スペシャル                 |                                                                                             | 10.3％ |
| 4  | 2015年10月13日 | 一流芸能人に常識はあるのか!?スペシャル                 |                                                                                             | 13.7％ |
| 5  | 2016年4月5日   | 一流芸能人に常識はあるのか!? 前代未聞の4時間スペシャル | メインキャスター交代による「報道ステーション」の休止に伴い、 22時台にまたがって放送された。 | 14.2％ |
| 6  | 2016年10月18日 | 一流芸能人に常識はあるのか!?スペシャル                 |                                                                                             | 13.1%  |
| 7  | 2017年4月4日   | 一流芸能人に「和」の常識はあるのか!?スペシャル         |                                                                                             | 12.5%  |
| 8  | 2017年10月10日 | 一流芸能人に「和」の常識はあるのか!?スペシャル         |                                                                                             | 11.3%  |
| 9  | 2022年7月12日  | アンタ達の対応力ってどーなのよスペシャル               | 特番としては初の夏季放送。                                                                  | 10.0%  |

### 解答者・最終ランク（常識チェック）

#### 第1弾
| ランク       | チーム名（メンバー）                                                                                   |
| ------------ | --- |
| 一流芸能人   | よく出来た嫁（榊原郁恵、山瀬まみ）                                                                     |
| 普通芸能人   | （該当者なし）                                                                                         |
| 二流芸能人   | （該当者なし）                                                                                         |
| 三流芸能人   | 医者と弁護士（友利新、大渕愛子）                                                                       |
| そっくりさん | 大御所（泉ピン子、五月みどり） キャスター（中西モナ、丸岡いずみ） アスリートの妻（矢沢心、中山エミリ） |
| 映す価値なし | 新婚（優木まおみ、保田圭） 多岐川（多岐川裕美、多岐川華子）                                            |

#### 第2弾以降
| 弾 | メンバー | 最終ランク   |
| -- | --- | ------------ |
| 2  | 梅宮辰夫、高橋英樹、ジュディ・オング、和田アキ子、梅沢富美男、岡江久美子、陣内孝則、榊原郁恵                                                 | そっくりさん |
| 3  | 梅宮辰夫、平泉成、和田アキ子、萬田久子、哀川翔→関根勤、一路真輝、花田景子、市川猿之助                                                        | 三流芸能人   |
| 4  | 泉ピン子、梅沢富美男、関根勤、浅田美代子、榊原郁恵、中村橋之助、石黒賢、又吉直樹                                                             | 映す価値なし |
| 5  | 泉ピン子→和田アキ子、岡江久美子、東国原英夫、陣内孝則、田中美佐子、 陣内貴美子、恵俊彰、薬丸裕英、高岡早紀、篠原信一、千原ジュニア、羽田圭介 | そっくりさん |
| 6  | 三遊亭好楽、和田アキ子、梅沢富美男、片岡鶴太郎、久本雅美、岸本加世子、市川右近、ヒロミ、鈴木杏樹、後藤輝基                                   | 映す価値なし |
| 7  | 草笛光子、橋本大二郎、泉ピン子、ユースケ・サンタマリア、GACKT、 博多大吉、髙田万由子、市川猿之助、相武紗季→篠田麻里子                        | 映す価値なし |
| 8  | 西岡徳馬、梅沢富美男、小林幸子、陣内孝則、竹内力、三田寛子、堀内敬子、博多華丸・大吉、荒川静香、高橋みなみ                                   | 二流芸能人   |
| 9  | 浜田雅功、梅沢富美男、市川猿之助、龍玄とし、高島礼子、竹内涼真、高橋英樹、 福原愛、HAN-KUN、三宅健、久本雅美、山之内すず、赤井英和、赤井佳子 | 二流芸能人   |

## ネット局
| 放送地域       | 放送局                       | 系列           | ネット状況 |
| -------------- | ---------------------------- | -------------- | ---------- |
| 近畿広域圏     | 朝日放送テレビ（ABC TV）     | テレビ朝日系列 | 制作局     |
| 北海道         | 北海道テレビ（HTB）          | テレビ朝日系列 | 同時ネット |
| 青森県         | 青森朝日放送（ABA）          | テレビ朝日系列 | 同時ネット |
| 岩手県         | 岩手朝日テレビ（IAT）        | テレビ朝日系列 | 同時ネット |
| 宮城県         | 東日本放送（khb）            | テレビ朝日系列 | 同時ネット |
| 秋田県         | 秋田朝日放送（AAB）          | テレビ朝日系列 | 同時ネット |
| 山形県         | 山形テレビ（YTS）            | テレビ朝日系列 | 同時ネット |
| 福島県         | 福島放送（KFB）              | テレビ朝日系列 | 同時ネット |
| 関東広域圏     | テレビ朝日（EX）             | テレビ朝日系列 | 同時ネット |
| 新潟県         | 新潟テレビ21（UX）           | テレビ朝日系列 | 同時ネット |
| 長野県         | 長野朝日放送（abn）          | テレビ朝日系列 | 同時ネット |
| 石川県         | 北陸朝日放送（HAB）          | テレビ朝日系列 | 同時ネット |
| 静岡県         | 静岡朝日テレビ（SATV）       | テレビ朝日系列 | 同時ネット |
| 中京広域圏     | 名古屋テレビ（メ〜テレ/NBN） | テレビ朝日系列 | 同時ネット |
| 広島県         | 広島ホームテレビ（HOME）     | テレビ朝日系列 | 同時ネット |
| 山口県         | 山口朝日放送（yab）          | テレビ朝日系列 | 同時ネット |
| 香川県・岡山県 | 瀬戸内海放送（KSB）          | テレビ朝日系列 | 同時ネット |
| 愛媛県         | 愛媛朝日テレビ（eat）        | テレビ朝日系列 | 同時ネット |
| 福岡県         | 九州朝日放送（KBC）          | テレビ朝日系列 | 同時ネット |
| 長崎県         | 長崎文化放送（ncc）          | テレビ朝日系列 | 同時ネット |
| 熊本県         | 熊本朝日放送（KAB）          | テレビ朝日系列 | 同時ネット |
| 大分県         | 大分朝日放送（OAB）          | テレビ朝日系列 | 同時ネット |
| 鹿児島県       | 鹿児島放送（KKB）            | テレビ朝日系列 | 同時ネット |
| 沖縄県         | 琉球朝日放送（QAB）          | テレビ朝日系列 | 同時ネット |
| 山梨県         | テレビ山梨（UTY）            | TBS系列        | 遅れネット |
| 富山県         | 富山テレビ（BBT）            | フジテレビ系列 | 遅れネット |
| 福井県         | 福井テレビ（FTB）            | フジテレビ系列 | 遅れネット |
| 島根県・鳥取県 | さんいん中央テレビ（TSK）    | フジテレビ系列 | 遅れネット |
| 高知県         | 高知放送（RKC）              | 日本テレビ系列 | 遅れネット |
| 宮崎県         | 宮崎放送（mrt）              | TBS系列        | 遅れネット |

## パロディ
- 2016年5月22日放送の『林先生が驚く初耳学!』（MBSテレビ）ではストラディバリウスについての初耳学の際、「林修は一流の耳を持っているのか?」と題して、番組同様推定価格11億円のストラディバリウスと30万円の普通のヴァイオリンの聞き分けに挑戦。番組内では「本家格付けチェックから正式な許可をもらった」として、「映す価値なし」の表示や演出、矢印つきテロップを完全に再現したほか、アイマスク・解答用のA・B札も番組から借りて実施。正解なら「一流」、不正解なら即「映す価値なし」で画面から消えるというルールの下行われ、パネラーで出演したヴァイオリニストの宮本笑里の演奏で出題された。しかし結果は不正解で、ストラディバリウスの話題の最中のみ林は画面から消されてしまった。また、この回は格付けチェックに出演経験のある高橋英樹と和田アキ子がパネラーで出演していた。
- 2017年4月から9月までフジテレビ系列で放送されたクイズ番組『最上級のひらめきニンゲンを目指せ!クイズ!金の正解!銀の正解!』では、本番組の味覚チェックのパロディである『金のスプーン、銀のスプーン』というコーナーが存在した。問題は本家の第14弾以降と同じく3択となっているが、アイマスクを着用する必要がないため本家に比べて難易度は若干低かった。また、最終回で行われた特別企画『芸能人大衆感覚チェック』は、本番組名を捩ったものである。
- 2019年11月23日に甲子園球場で開催された『阪神タイガースファン感謝デー2019』では、『タイガース格付けチェック』という本番組のパロディ企画が行われた[注 83]。『華の甲子園出場組』と『涙の地方大会組』の2チームに分かれての対戦で、前者には福留孝介・藤川球児・北條史也が、後者には能見篤史・梅野隆太郎・木浪聖也がそれぞれ出場した[91][92]。
  - 『見る問題』『聴く問題』『触る問題』の3問構成で、『聴く問題』『触る問題』ではアイマスクを着用して臨んだ。また、『見る問題』『聴く問題』では3人1組のチームで対戦、『触る問題』では北條と木浪が各チームを代表して対戦した。
  - なお、当該ファン感謝デーは本番組を制作するABCテレビが制作協力に加わっており、2019年11月30日の15:30 ‐ 16:25に『虎バンスペシャル 阪神タイガースファン感謝デー2019』として関西ローカルにて録画放送された。
- 系列局の広島ホームテレビが毎年10月に開催している『HOMEぽるフェス』では、2017年[93]と2018年[94]に『広島人格付けチェック』という本番組のパロディ企画が行われた。
- 2019年9月22日、株式会社シアン提供のニコニコチャンネル「ゲーム実況天国」でパロディ番組『倭寇プレゼンツ! 実況者格付けチェック』が配信された。ゲーム実況者の倭寇（わこう）がMCを務め、にどみ、茸(たけ)、コットン太郎が出場した。
- ゴールデンボンバーによる月一回のニコニコ生放送番組『月刊ゴールデンボンバー』の2020年1月21日配信回が「金爆格付けチェック2020」と題され、同年の本番組第17弾に出演したバンドメンバー・鬼龍院翔のリベンジの場として本番組の劣化バージョンにアレンジした企画が行われた[95]。
- 2020年4月7日放送の『テレビ千鳥』（テレビ朝日）で、千鳥の大悟が考案したという企画「格付けをチェックしたいんじゃ!!」が千鳥の2名で行われた。「タバコ」「パンティ」「（大人のおもちゃの）音クイズ」の3チェックが行われ、大悟が1問不正解の普通芸能人、ノブが全問正解の一流芸能人という結果だった[96]。
- 朝日放送ラジオで2020年度のナイターオフ期間に放送されている『ラジオで虎バン!』（本番組を制作する朝日放送テレビの野球解説者をはじめ阪神タイガースのOBがコメンテーターを担当）では、本番組に一時出演していた高野純一（パーソナリティ）の進行で、「曜日対抗　解説者ダービー」（コメンテーターに対する全曜日共通のチャレンジ企画）の一環として「格付けチェック」を実施。ラジオでの生放送と同時にYouTube（「虎バンチャンネル」）でスタジオ動画のライブ配信を実施しているため、コメンテーターにアイマスクを着用させたり、不正解の場合に番組スタッフが「映す価値なし」という紙でコメンテーターの顔を動画から隠したりするなどの趣向を施している。
  - 2020年12月4日（金曜日）放送分では、本番組で「一流芸能人」として殿堂入りを果たした吉田義男が週替わりコメンテーターの1人として出演していたため、「アイマスクを着けての試飲だけで（普段から愛飲している）ノンアルコールビールを当てる」「阪神戦のヒーローインタビューの音源から（吉田の阪神監督第3期で現役生活を送っていた木曜コメンテーターの）桧山進次郎の声を当てる」「（阪神監督第2期の1985年に起こった）バックスクリーン3連発で植草貞夫（当時は朝日放送のスポーツアナウンサー）が伝えていたテレビ中継での実況音源から掛布雅之が本塁打を放ったシーンを当てる」という内容で「格付けチェック」に挑戦させた。吉田は出演の時点で87歳（野球解説者としては杉下茂に次ぐ高齢）で、最後の問題こそ不正解だったものの、残り2問については即答で正解している[97]。
- 2020年11月21日の『タモリ倶楽部』（テレビ朝日系）では、『SM格付けチェック2020』なる本番組のパロディ企画が放送された。『一流芸人ならば高級品と安物を見分けられて当然。それはSMグッズでも同じこと』という仮説のもと、霜降り明星のせいや、アルコ&ピースの平子祐希・酒井健太の3人が自称一流芸人として挑戦した[98]。
  - 『高級バラ鞭』『高級ブーツ』『雛奈子女王様の私物チェック』『高級な言葉責め』の4問構成となっている。このうち、3問目の『私物チェック』は『A』と『B』の2択式ではなく、直接値段を当てる形となっている。
- 2021年の4月11日放送の有吉ぃぃeeeee!そうだ!今からお前んチでゲームしない?で、格付けチェックを意識したワインチェックが行われている。[注 84]
- ソーシャルゲーム『グランブルーファンタジー』（Cygames）の公式動画配信として『ゆるっと！グラブル格付けチェック』が2021年に開催している[99]。同作の主要な出演声優と開発スタッフが一堂に出演し、本家さながらの格付けチェックが行われた。好評を受け2022年に第2回が配信された[100]。
- 2021年12月31日[注 85]の『ザワつく!大晦日 一茂良純ちさ子の会』（テレビ朝日系）では、どちらが75万円のトロンボーン（もう一方は3万円のトロンボーン）であるかを見分ける問題に、『ザワつく!金曜日』レギュラーの高嶋ちさ子・長嶋一茂・石原良純とゲストの羽鳥慎一・玉川徹が挑戦した。なお、長嶋一茂は過去に格付けチェックの通常版と『BASIC』にそれぞれ出演した経験がある。
- 2022年9月30日にTBS系列で放送『ラヴィット!』「ミシュランシェフが作った味変ソースはどっち?」（ミシュランシェフが作ったソースと料理好きのラヴィットディレクターが作ったソースを食べ比べ）では、本番組のフォーマットをそのまま流用した（ただし問題は2問）。
- 2022年12月15日にはNintendo Switch用ソフトとして『一般人格付けチェック ー全国一斉教養雑学常識バラエティークイズー』が発売[101]。内容は4択クイズであるが、ゲームタイトルやタイトルロゴ、キービジュアル（番組の「A」と「B」の部屋を模したものだが、ゲーム中には登場しない）、選択肢（A・B・C・D）の文字フォントが本番組のパロディーとなっている。配信して間もない2023年1月10日頃に配信を停止し、ストアからページが削除され以降は新規購入が不可となっている。
- 2023年11月21日の『ラヴィット！』（TBS系列）の放送で、この日は「世界テレビ・デー」の日にちなみ、「他の番組でやっていて楽しそうだったもの」のオープニングトークテーマであり、火曜レギュラーの若槻千夏が事前アンケートで出したのが「芸能人格付けチェック」であった。「芸能人格付けチェック風 ホンモノ・ニセモノ？どっち！？」のタイトルで2人1組になって本物を当てるルールで、今回は市販している駄菓子のカットよっちゃん（製造元よっちゃん食品工業）と、ラヴィット！スタッフ（AD）が2週間かけて本物に近く忠実に作った「ニセモノカットよっちゃん」の2択から選んで「A」もしくは「B」の簡易部屋に入り、間違えたほうを選んだらビリビリ椅子の罰ゲームもあった。

## 海外版
2019年にベトナム版が製作され、同年4月12日より全13回が放映された。